# Louis Visconti
Louis Tullius Joachim Visconti (ur. 11 lutego 1791 w Rzymie, zm. 29 grudnia 1853 w Paryżu) – włosko-francuski architekt, uczeń Perciera i Fontaine’a.
Syn Ennio Quirino Viscontiego, włoskiego archeologa. W roku 1825 został architektem paryskiej Bibliothéque Nationale.
Dzieła główne: grobowiec Napoleona w kościele Inwalidów w Paryżu i plany budowy Luwru, zmienione zostały przez jego następcę Lafuela.
Wzniósł też szereg fontann w Paryżu np. (Duvois, fontanna na placu St. Sulpice, Gaillon).